# کلبسیلا
کلبسیلا (نام علمی: Klebsiella) نام یک سرده از تیره انتروباکتریاسه است. کلبسیلاها باکتریهایی گرم منفی، غیر متحرک، اکسیداز منفی و استوانه‌ای شکل هستند. کپسول پلی ساکاریدی دارند. معروفترین عضو این جنس کلبسیلا پنومونیه است.

## زیر مجموعه‌ها
- کلبسیلا پنومونیه
- کلبسیلا اکسی توکا
- کلبسیلا تری ژنا
- کلبسیلا واری کولا
- کلبسیلا گرانولوماتیس